# Luis Hormazábal
Luis Orlando Hormazábal Gavilán (Santiago del Cile, 13 febbraio 1959) è un ex calciatore cileno, di ruolo difensore.

## Carriera

### Nazionale
Conta 22 presenze in Nazionale, prendendo parte alla Copa América 1987.

## Palmarès

### Club
- Campionato cileno: 5

Colo Colo: 1979, 1981, 1983, 1986, 1989
- Copa Chile: 5

Colo Colo: 1981, 1982, 1985, 1988, 1989